# 3. slovenska nogometna liga
3. Slovenska Nogometna Liga (Sloveens:Tretja slovenska nogometna liga), kortweg 3.SNL, is de derde divisie van de Sloveense voetbalpiramide.
De competitie is opgedeeld in 2 poules, Oost en West. De twee winnaars promoveren naar de 2. slovenska nogometna liga en er degraderen 4 à 5 clubs naar de Sloveense regionale reeksen, afhankelijk van de uitkomst van de eindrondes.

## Erelijst
| Seizoen | West         | Oost            |
| ------- | ------------ | --------------- |
| 92/93   | Finali Piran | Beltrans Veržej |
| 93/94   | Mengeš       | Drava Ptuj      |
| 94/95   | Črnuče       | Šentjur         |
| 95/96   | Renče        | Dravograd       |
| 96/97   | Radio Krka   | Aluminij        |
| 97/98   | Tabor Sežana | Pohorje         |

| Seizoen | West            | Centraal       | Oost           | Noord           |
| ------- | --------------- | -------------- | -------------- | --------------- |
| 98/99   | Avtoplus Korte  | Ivančna Gorica | Črenšovci      | Montavar Rogoza |
| 99/00   | Brda            | Viator&Vektor  | Renkovci       | Dravinja        |
| 00/01   | Renče           | Bela Krajina   | Bakovci        | Drava Ptuj      |
| 01/02   | Izola           | GPG Grosuplje  | Križevci       | Krško Posavje   |
| 02/03   | Avtoplus Korte1 | Svoboda        | Čarda2         | Pohorje2        |
| 03/04   | Avtoplus Korte3 | Factor Ježica3 | Nafta Lendava4 | Šoštanj4        |

1 Avtoplus Korte weigerde promotie, nummer twee Tabor Sežana promoveerde
2 Čarda en Pohorje weigerden promotie (geen vervangers)
3 Play-off: Avtoplus Korte - Factor Ježica 4-0, 0-4 (1-4 pen.) Factor Ježica promoveerde
4 Play-off: Šoštanj - Nafta Lendava 0-0, 2-0 Šoštanj werd een licentie geweigerd, Nafta Lendava promoveerde
| Seizoen | West             | Oost         |
| ------- | ---------------- | ------------ |
| 04/05   | Šenčur           | Zavrč5       |
| 05/06   | Bonifika         | Mura 05      |
| 06/07   | Krka             | Zavrč        |
| 07/08   | Olimpija         | MU Šentjur   |
| 08/09   | Tinex Šenčur     | Dravinja     |
| 09/10   | Adria6           | Šmartno 1928 |
| 10/11   | Kalcer Radomlje  | Odranci7     |
| 11/12   | Krka             | Zavrč        |
| 12/13   | Ankaran Hrvatini | Veržej       |
| 13/14   | Dravinja         | Tolmin       |

5 Zavrč weigerde promotie (geen vervanger)
6 Adria weigerde promotie, nummer twee Dob promoveerde
7 Odranci weigerde promotie, nummer twee Simer Šampion promoveerde
| Seizoen | Oost                     | Noord                    | Centraal                 | West                     |
| ------- | ------------------------ | ------------------------ | ------------------------ | ------------------------ |
| 14/15   | Odranci                  | Maribor B                | Zarica                   | Drava Ptuj               |
| 15/16   | Beltinci                 | Brežice 1919             | Ilirija 1911             | Brda                     |
| 16/17   | Bravo                    | Nafta 1903               | Maribor B8               | Tabor Sežana             |
| 17/18   | Bled                     | Beltinci                 | Dravograd                | Bilje                    |
| 18/19   | Bled                     | Grad                     | Dravograd                | Koper                    |
| 19/20   | Geen winnaars uitgereikt | Geen winnaars uitgereikt | Geen winnaars uitgereikt | Geen winnaars uitgereikt |

¹ Omdat het seizoen 2019/20 vanwege de uitbraak van COVID-19 gestaakt was, werd er geen winnaar aangewezen. NK Primorje en NK Šmartno werden aangewezen als promovendi.
8 Maribor B weigerde promotie, nummer drie Fužinar promoveerde
| Seizoen | Oost          | West                |
| ------- | ------------- | ------------------- |
| 2020/21 | NK Bistrica   | ND Ilirija 1911     |
| 2021/22 | NK Bistrica   | NK Brinje Grosuplje |
| 2022/23 | ND Dravinja   | NK Tolmin           |
| 2023/24 | NK Drava      | NK Dob              |
| 2024/25 | Krško Posavje | NK Dob              |

Albanië ·
België · 
Bulgarije ·
Curaçao ·
Cyprus · 
Denemarken · 
Duitsland · 
Engeland · 
Estland · 
Finland · 
Frankrijk · 
Georgië · 
Gibraltar ·
Griekenland · 
Italië · 
Kroatië · 
Luxemburg · 
Nederland · 
Noord-Ierland · 
Noord-Macedonië · 
Noorwegen · 
Oekraïne · 
Oostenrijk · 
Polen · 
Portugal · 
Roemenië · 
Rusland · 
Schotland · 
Servië · 
Slovenië · 
Slowakije · 
Spanje · 
Tsjechië (Moravië / Bohemen) ·
Turkije · 
Wales · 
Zweden · 
Zwitserland